# Checkmate
Checkmate es una agencia de operaciones encubiertas ficticia que aparece en las historietas estadounidenses publicadas por DC Comics. Apareció por primera vez en el número 598 de Action Comics, para luego tener su propia serie, denominada Checkmate!. A raíz de los acontecimientos descritos en las miniseries Proyecto OMAC y Crisis infinita, Checkmate reaparece como una agencia afiliada al Consejo de Seguridad de las Naciones Unidas; teniendo su propia serie, Checkmate (volumen 2).

## Publicaciones
Paul Kupperberg y Steve Erwin crearon Checkmate en 1988, a partir de una organización ficticia denominada «la Agencia». La Agencia apareció por primera vez en el número 36 de la serie Vigilante (diciembre de 1986), para reestructurarse como Checkmate en el número 598 de Action Comics.
En los distintos volúmenes de Checkmate! es frecuente que aparezcan otras agencias gubernamentales del universo DC, principalmente Escuadrón Suicida, con quien compartió un crossover en la serie Janus Directive. Checkmate! se canceló y dejó de editar tras la publicación del volumen 33 en enero de 1991. Aunque la organización siguió apareciendo, sobre todo en títulos relacionados con otras agencias o en ediciones de Batman.[cita requerida]
Después de los eventos de las miniseries Proyecto OMAC y Crisis infinita, la organización fue reorganizada y su título revivido como Checkmate (volumen 2). Este volumen finalizó después de la publicación de su 31.ª edición, en diciembre de 2008. Tras la cancelación del segundo volumen, la agencia apareció en un one-shot de la serie Crisis final, escrito por Greg Rucka y Eric Trautmann.

## En otros medios

### Televisión
- La organización Checkmate aparece en el episodio de Smallville "Absolute Justice" y es una de las tramas en los episodios posteriores de la temporada 9. Amanda Waller es una agente de rango que usa el alias Reina Blanca. La organización es responsable del enjuiciamiento de la Sociedad de la Justicia de América en algún momento indefinido del pasado, aparentemente en los años 60, lo que llevó a su disolución. En el presente, Waller recluta a Icicle para atacar y matar a miembros de JSA. Inicialmente, no le dice que tiene la intención de que él falle, pero logra unir al equipo nuevamente, para que pueda usarlos para luchar contra lo que ella describe como un "Apokolips que viene". Waller manipula a Lois Lane para que revele la existencia de la JSA de manera positiva, y tiene a Tess Mercer como uno de sus agentes. Ella intenta 'reclutar' al equipo en "Jaque mate", capturando a Flecha Verde y atrayendo a Detective Marciano y 'The Blur' a su cuartel general amenazando a Watchtower en respuesta a la 'invasión alienígena' de Kandor, pero un corte de energía provocado por Flecha Verde. permite que Blur salve la Atalaya y escape, Marciano posteriormente borra los recuerdos de Waller de sus rostros reales. En el episodio "Charade", se presenta al rico magnate de los negocios Maxwell Lord como El Rey Negro. También se introdujo una tercera facción de Jaque mate, liderada por la Reina Roja, que se opuso a Waller y Lord. Finalmente se reveló que la Reina Roja era Martha Kent.
- Checkmate aparece en Mis aventuras con Superman, con un agente aún no identificado con la voz de Vincent Tong.[4]Esta versión de la organización sirve como benefactor de la Task Force X.

### Película
Christopher Smith / Peacemaker, quien fue miembro de los cómics, aparece en la película de DC Extended Universe El Escuadrón Suicida (2021), en la que es reclutado por Amanda Waller para acabar con "Project Starfish" en Jotunhein, que luego se revela como una estrella de mar extraterrestre conocido como Starro el Conquistador. Sin embargo, durante la misión, Peacemaker traiciona al equipo para que la unidad que contiene evidencia de que el gobierno de los EE. UU. está experimentando con niños humanos nunca llegue al mundo. Finalmente, es derrotado por el miembro del escuadrón Robert DuBois / Bloodsport, que usa una bala pequeña que las más grandes promedio que usa Peacemaker. En algún momento después de la misión, el equipo de Waller recupera a Peacemaker y se ofrece a darle más misiones para salvar el mundo, insinuando mucho a Checkmate y su próxima serie de televisión homónima que está programada para estrenarse en HBO Max en 2022.

### Videojuegos
Checkmate aparece en DC Universe Online.

## Novelas gráficas
Entre 2007 y 2009, DC Comic publicó  cinco novelas gráficas centradas en Checkmate:[cita requerida]
| Vol. | Título                        | Año  | ISBN               | Escritor(es)                                   | Dibujante(s)                                           |
| ---- | ----------------------------- | ---- | ------------------ | ---------------------------------------------- | ------------------------------------------------------ |
| 1    | Checkmate: A King's Game      | 2007 | ISBN 9781401212209 | Greg Rucka, Nunzio DeFilippis y Christina Weir | Jesús Saiz y Cliff Richards                            |
| 2    | Checkmate: Pawn Breaks        | 2007 | ISBN 9781401214456 | Greg Rucka, Nunzio DeFilippis y Christina Weir | Jesús Saiz, Cliff Richards y Steve Scott               |
| 3    | Outsiders/Checkmate: Checkout | 2008 | ISBN 9781401216238 | Greg Rucka y Judd Winick                       | Eddy Barrows, Joe Bennett, Matthew Clark y Ron Randall |
| 4    | Checkmate: Fall of the Wall   | 2008 | ISBN 9781401217884 | Greg Rucka                                     | Jesús Saiz                                             |
| 5    | Checkmate: Chimera            | 2009 | ISBN 9781401221355 | Bruce Jones                                    | Joe Bennett y Manuel Garcia                            |